# Dułgałach
Dułgałach – rzeka w azjatyckiej części Rosji, w Jakucji. Długość 507 km; powierzchnia dorzecza 27 300 km²; średni roczny przepływ u ujścia 120 m³/s.
Źródła w Górach Wierchojańskich, płynie w kierunku północnym przez Płaskowyż Jański, gdzie łączy się z rzeką Sartang tworząc Janę. Spławna na prawie całej długości, żeglowna 175 km od ujścia.